# Алексий (Соболев)
Епископ Алексий (в миру Александр Петрович Соболев; 23 августа (4 сентября) 1836, Матюшево, Горбатовский уезд,  Нижегородская губерния — 2 (15) февраля 1911, Арзамас) — епископ Русской православной церкви, епископ Вологодский и Тотемский.

## Биография
Родился в семье священника Нижегородской епархии. Его мать, Капитолина Николаевна, была сестрой отца священника Валериана Лаврского.
В 1858 году окончил Нижегородскую духовную семинарию (39-й по семинарскому списку) и оставлен в ней преподавателем.
2 февраля 1861 года рукоположён во священника; служил в нижегородской Покровской церкви.
В 1891 году возведён в сан протоиерея; 1 февраля 1892 года пострижен в монашество, возведён в сан архимандрита и назначен настоятелем Арзамасского Спасо-Преображенского монастыря.
Он не получил академического образования, однако 6 июня 1893 года был хиротонисан во епископа Сарапульского, викария Вятской епархии.
12 декабря 1895 года — епископ Вологодский и Тотемский.
14 сентября 1896 года возглавил созданный тогда же при его участии Вологодский отдел Императорского православного палестинского общества. 29 мая 1898 года встречал в Вологде Председателя ИППО великого князя Сергея Александровича. На годовом отчётном собрании ИППО 8 апреля 1912 года среди добрых слов, сказанных в память епископа Алексия, был упомянут такой факт: «Для усиления притока пожертвований в Общество со стороны населяющих Вологодскую епархию православных зырян он, с разрешения Совета, даже издал особое воззвание на зырянском языке».
Входил в состав Предсоборного присутствия. Отстаивал мнение, что необходимо расширить сферы интересов богословского образования и включить в него светские науки.
Согласно прошению, 21 апреля 1906 года был уволен на покой, с правом быть настоятелем в Арзамасском Спасо-Преображенском монастыре.
Скончался 2 февраля 1911 года в день своего 50-летия служения в священном сане. Его торжественное отпевание в Арзамасском Воскресенском соборе возглавил викарий Нижегородской епархии епископ Балахнинский Геннадий (Туберозов). Погребён в склепе Спасо-Преображенского собора на территории Арзамасского Спасо-Преображенского монастыря.
Был награждён орденом Св. Владимира 3-й степени.
13 октября 2016 года в память 180-летия со дня рождения и 105-летия со дня преставления епископа Алексия архимандрит Тихон (Затёкин) освятил памятную доску в алтарной части Спасо-Преображенского собора.